# کرلتن جنوبی (کنتاکی)
کرلتن جنوبی (به انگلیسی: South Carrollton) شهری در ایالت کنتاکی کشور ایالات متحده آمریکا است که جمعیت آن در سرشماری سال ۲۰۱۰ میلادی، ۱۸۴ نفر بوده‌است.